# Aphaenogaster tibetana
Aphaenogaster tibetana är en myrart som beskrevs av Horace Donisthorpe 1929. Aphaenogaster tibetana ingår i släktet Aphaenogaster och familjen myror. Inga underarter finns listade i Catalogue of Life.